# Jeunesse sportive Madinet Tlemcen
Pour les articles homonymes, voir JSMT.
Maillots
La Jeunesse Sportive Madinet Tlemcen (en arabe : الشبيبة الرياضية لمدينة تلمسان), plus couramment abrégé en JSM Tlemcen, est un club algérien de football fondé en 1937, et situé dans la ville de Tlemcen.
Il évoluait au stade Grand Bassin de Tlemcen.

## Histoire
La Jeunesse Sportive Madinet Tlemcen est créée en 1937 dans la ville de Tlemcen sous le nom Jeunesse Sportive Musulman de Tlemcen, par des musulmans algériens à l'époque de la colonisation française, qui étaient des amateurs de sport et de football.
En 1956, la JSM Tlemcen se retire du championnats sur injonction du Front de Libération Nationale.
Après l’indépendance de l'Algérie, la JSM Tlemcen intègre le championnat national en Critérium Honneur 1962-1963,,, championnat organisé sous forme de 6 groupes de 10 clubs chacun. La JSM Tlemcen commence dans le Groupe IV d'Oran,, et se classe cinquième de son groupe.
Lors de la saison 1963-1964, le club participe au championnat national de Première division D3 1963-1964, au sein du groupe Oranie (LOFA).

## Palmarès
| Compétitions nationales                                                                                  |
| --- |
| - Championnat d'Algérie D4 : - Champion Groupe Ouest : 1967                                              |
| - Ligue d'Oran de Football Association ,: - Promotion d'honneur - Champion : 1953 - Vice-champion : 1955 |

## Parcours

### Classement en championnat par année
- 1962-63 : D1, DH Ouest Gr.IV, 5e
- 1963-64 : D3, 1reD Ouest, ?e
- 1964-65 : D3, PH Ouest Gr.B, ?e
- 1965-66 : D3, PH Ouest Gr.B, ?e
- 1966-67 : D4, PH Ouest Gr.B, ?e
- 1967-68 : D3, DH Ouest, 12e
- 1968-69 : D4, 1re D Ouest Gr.C, ?e
- 1969-70 : D4, 1re D Ouest Gr.C, 7e
- 1970-71 : D?,?e
- 1971-72 : D?,?e
- 1972-73 : D?,?e
- 1973-74 : D?,?e
- 1974-75 : D?,?e
- 1975-76 : D?,?e
- 1976-77 : D?,?e
- 1977-78 : D?,?e
- 1978-79 : D?,?e
- 1979-80 : D?,?e
- 1980-81 : D?,?e
- 1981-82 : D?,?e
- 1982-83 : D?,?e
- 1983-84 : D?,?e
- 1984-85 : D?,?e
- 1985-86 : D3, DH Ouest Gr., ?e
- 1986-87 : D3, DH Ouest Gr., ?e
- 1987-88 : D3, DH Ouest Gr., ?e
- 1988-89 : D4, DH Ouest Gr., ?e
- 1989-90 : D4, DH Ouest Gr., ?e
- 1990-91 : D4, DH Ouest Gr., ?e
- 1991-92 : D?,?e
- 1992-93 : D?,?e
- 1993-94 : D?,?e
- 1994-95 : D?,?e
- 1995-96 : D3, Régional Ouest, ?e
- 1996-97 : D3, Régional Ouest, ?e
- 1997-98 : D3, Régional Ouest, ?e
- 1998-99 : D3, Régional Ouest, 14e
- 1999-00 : D5, Régional Ouest, ?e
- 2000-01 : D?,?e
- 2001-02 : D?,?e
- 2002-03 : D?,?e
- 2003-04 : D?,?e
- 2004-05 : D?,?e
- 2005-06 : D?,?e
- 2006-07 : D?,?e
- 2007-08 : D?,?e
- 2008-09 : D?,?e
- 2009-10 : D?,?e
- 2010-11 : D?,?e
- 2011-12 : D?,?e
- 2012-13 : D?,?e
- 2013-14 : D?,?e
- 2014-15 : D?,?e
- 2015-16 : D?,?e

### Parcours de la JSM Tlemcen en coupe d'Algérie
| Saison  | Tour        | Matchs           | Résultats |
| ------- | ----------- | ---------------- | --------- |
| 1962-63 | ?           | ?                | ?         |
| 1963-64 | 1/64 finale | CC Sig           | forfait   |
| 1964-65 | ?           | ?                | ?         |
| 1965-66 | 4e T.R      | KS Oran          | ?         |
| 1966-67 | 3e T.R      | MA Saoura        | forfait   |
| 1967-68 | 1/64 finale | la Marsa         | 1-0       |
| 1968-69 | ?           | ?                | ?         |
| 1969-70 | ?           |                  | ?         |
| 1970-71 | ?           | ?                | ?         |
| 1971-72 | ?           | ?                | ?         |
| 1972-73 | ?           | ?                | ?         |
| 1973-74 | ?           | ?                | ?         |
| 1974-75 | ?           | ?                | ?         |
| 1975-76 | ?           | ?                | ?         |
| 1976-77 | ?           | ?                | ?         |
| 1977-78 | ?           | ?                | ?         |
| 1978-79 | ?           | ?                | ?         |
| 1979-80 | ?           | ?                | ?         |
| 1980-81 | ?           | ?                | ?         |
| 1981-82 | ?           | ?                | ?         |
| 1982-83 | ?           | ?                | ?         |
| 1983-84 | ?           | ?                | ?         |
| 1984-85 | 3e T.R      | IRB Sidi Lakhdar | 6-0       |
| 1985-86 | 1/16 finale | CC Sig           | 2-0       |
| 1986-87 | 1/64 finale | Nadit Bel Abbés  | 1-0       |
| 1987-88 | ?           | ?                | ?         |
| 1988-89 | ?           | ?                | ?         |
| 1989-90 | N.J         | N.J              | N.J       |
| 1990-91 | ?           | ?                | ?         |
| 1991-92 | ?           | ?                | ?         |
| 1992-93 | N.J         | N.J              | N.J       |
| 1993-94 | ?           | ?                | ?         |
| 1994-95 | ?           | ?                | ?         |
| 1995-96 | 1/4 finale  | MC Oran          | 4-1       |
| 1996-97 | 1/32 finale | USM Sétif        | 2-1 a.p   |
| 1997-98 | ?           | ?                | ?         |
| 1998-99 | ?           | ?                | ?         |
| 1999-00 | ?e T.R      | ?                | ?         |
| 2000-01 | ?e T.R      | ?                | ?         |
| 2001-02 | ?           | ?                | ?         |
| 2002-03 | ?           | ?                | ?         |
| 2003-04 | ?           | ?                | ?         |
| 2004-05 | ?           | ?                | ?         |
| 2005-06 | ?           | ?                | ?         |
| 2006-07 | ?           | ?                | ?         |
| 2007-08 | ?           | ?                | ?         |
| 2008-09 | ?           | ?                | ?         |
| 2009-10 | ?           | ?                | ?         |
| 2010-11 | ?           | ?                | ?         |
| 2011-12 | ?           | ?                | ?         |
| 2012-13 | ?           | ?                | ?         |
| 2013-14 | ?           | ?                | ?         |
| 2014-15 | ?           | ?                | ?         |
| 2015-16 | ?           | ?                | ?         |

## Joueurs du passé
Quelques joueurs qui ont marqué l'histoire de la Jeunesse Sportive Madinet Tlemcen.
- Abdelkader Hamiri
- Djelloul Chalabi
- Aïssa Benaouda
- Brixi Hami (joueur de AS Monaco 1958-60, AS Monaco B 1960-61)

## Personnalités du club

### Président du Club
- Bendimered Mohamed
- Hamidou Mustapha
- Lansari Abdelghani
- Dr Mostéfa Kara Mansour
- Taleb Bendiab Abdelhamid
- Hamidou Ghouti

### Entraîneur du Club
- Djelloul Chalabi
- Zigmond  (1950-1952) ancien gardien de but international hongrois.
- Abdelkader Hamiri (1952-1953)
- Jo Lopez (1955-1956)